# Parmeliella jamesii
Parmeliella jamesii är en lavart som beskrevs av Ahlner & P. M. Jørg. Parmeliella jamesii ingår i släktet Parmeliella och familjen Pannariaceae.   Inga underarter finns listade i Catalogue of Life.